# Пеету Пійройнен
Пеету Пійройнен (фін. Peetu Piiroinen, 15 лютого 1988) — фінський сноубордист, спеціаліст із хафпайпу, призер олімпійських ігор.
Піїройнен виступає на змаганнях зі сноубордингу з 1997. У сезоні 2008/2009 він виграв чемпіонат світу. Срібну олімпійську медаль він здобув на Олімпіаді у Ванкувері.